# Mazda BT-50
Mazda BT-50 (kódové označení J97M) je lehký užitkový automobil (jednotunový pickup) vyráběný japonskou automobilkou Mazda. Je větší než jeho předchůdce Mazda B/Ford Ranger a neprodává se na severoamerickém trhu. Model BT-50 byl představen na autosalónu v Bangkoku 22. března 2006. S vozem Ford Ranger sdílí řadové čtyřválcové vznětové motory Ford Duratorq/MZR-CD 2.5 a 3.0. Na konci listopadu 2006 byla do nabídky přidána nová pětistupňová automatická převodovka se středovým diferenciálem BorgWarner a boční airbagy.
Vůz BT-50 se v prvním čtvrtletí roku 2008 dočkal drobných modifikací. Některé prvky volitelné výbavy se staly součástí standardní výbavy, malými úpravami prošel interiér, bylo také přidáno pět nových barev. Byla též ukončena výroba modelu 4x2 s třílitrovým vznětovým motorem.

## Verze

### Latinská Amerika
BT-50 (vyráběný v Kolumbii) se prodává ve třech verzích:
- zážehový řadový čtyřválec 2.6, pohon pouze 4x4. Stejný motor a převodovka se používaly u předchozího vozu Mazda B2600.
- zážehový řadový čtyřválec 2.2, pohon pouze 4x2 (zadní kola). Základní model, stejně jako dřívější B2200.
- vznětový řadový čtyřválec 2.5, buď 4x2 nebo 4x4.

### Česká republika
V Česku jsou v prodeji tyto verze vozu Mazda BT-50 (vždy se vznětovým motorem MZR-CD 2.5 s přímým vstřikováním a technologií common-rail o výkonu 105 kW):
- Basis - pohon pouze 4x2, krátká kabina (2 místa)
- CE - pohon pouze 4x4, dvojitá kabina (5 míst)
- TE - pohon pouze 4x4, kabina prodloužená (4 místa, protisměrné otevírání dveří) nebo dvojitá
- GT - pohon pouze 4x4, dvojitá kabina
- GT high - pohon pouze 4x4, dvojitá kabina